# Mirje (Potirna)
Mirje je villa rustica na zapadnom kraju otoka Korčule, u općini Blatu, u Potirni na položaju Mirju.

## Povijest
Čine ga ostatci bogato opremljene antičke ville rustice koja je trajala od od 1. do 6. stoljeća.

## Osobine
Većina zidova prekrivena je suhozidnom gradnjom, a danas je najbolje vidljiv objekt pravokutnog tlocrta koji je u drugoj fazi gradnje prenamijenjen za cisternu. Osim ostataka arhitekture, na nalazištu je pronađeno više grobova, a od pokretnih nalaza ističu se ulomci arhitektonske plastike, mramorni ulomci s natpisima od koji jedan spominje gradnju hrama božice Venere Pelagije, zatim ulomci zidnih fresaka, sarkofaga, a pozzeto grobnica, te brojno keramičko posuđe.

## Zaštita
Pod oznakom Z-5111 zavedeno je kao nepokretno kulturno dobro - pojedinačno, pravna statusa zaštićena kulturnog dobra, klasificirano kao "arheološka baština ".